# Saison 1981 de la WTA
Vainqueurs des tournois majeurs

Tennis

Résultats des tournois de tennis organisés par la Women's Tennis Association (WTA) en 1981 :

## Organisation de la saison
Indépendamment des quatre tournois du Grand Chelem (organisés par la Fédération internationale de tennis), la saison 1981 de tennis féminin  de la WTA est, pour l'essentiel, scindée en deux circuits professionnels majeurs : 
- de janvier à mars : les Avon Series,
- d'avril à décembre : les Toyota Series.

Un certain nombre de tournois n'appartiennent à aucun de ces deux circuits (« non-Tour events »).
À ce calendrier s'ajoutent aussi deux épreuves par équipes nationales : la Coupe de la Fédération et la Wightman Cup.

### Avon Series
Les tournois Avon Series se déroulent exclusivement aux États-Unis, à l'exception du Futures of Canada. 
Fin mars, le Masters voit s'affronter les huit joueuses ayant réalisé les meilleurs résultats de ces Avon Series.

### Toyota Series
Les tournois Toyota Series se déroulent quant à eux dans le monde entier.
En décembre, le Toyota Series Champ’s  confronte les huit joueuses ayant réalisé les meilleurs résultats de ces Toyota Series.

## Palmarès

### Simple
| No | Date       | Nom et lieu du tournoi                        | Catégorie  | Dotation  | Surface         | Vainqueure           | Finaliste            | Score              |         |
| -- | ---------- | --------------------------------------------- | ---------- | --------- | --------------- | -------------------- | -------------------- | ------------------ | ------- |
| 1  | 05/01/1981 | Avon Futures of Southwest Florida, Fort Myers | Futures    | 30 000 $  | Dur (int.)      | Ann Kiyomura         | Kathleen Cummings    | 6-3, 6-2           | Tableau |
| 2  | 07/01/1981 | Colgate Series Championships, Washington      |            | 250 000 $ | Moquette (int.) | Tracy Austin         | Andrea Jaeger        | 6-2, 6-2           | Tableau |
| 3  | 12/01/1981 | Avon Futures of Toronto, Toronto              | Futures    | 30 000 $  | Dur (int.)      | Claudia Kohde-Kilsch | Nina Bohm            | 4-6, 6-2, 7-5      | Tableau |
| 4  | 12/01/1981 | Avon Championships of Kansas, Kansas City     |            | 150 000 $ | Moquette (int.) | Andrea Jaeger        | Martina Navrátilová  | 3-6, 6-3, 7-5      | Tableau |
| 5  | 19/01/1981 | Avon Futures of Montréal, Montréal            | Futures    | 30 000 $  | Dur (int.)      | Kathleen Horvath     | Candy Reynolds       | 6-4, 7-6           | Tableau |
| 6  | 19/01/1981 | Avon Championships of Cincinnati, Cincinnati  |            | 150 000 $ | Moquette (int.) | Martina Navrátilová  | Sylvia Hanika        | 6-2, 6-4           | Tableau |
| 7  | 26/01/1981 | Avon Futures of Roanoke, Roanoke              | Futures    | 30 000 $  | Moquette (int.) | Renée Richards       | Jane Stratton        | 7-5, 6-3           | Tableau |
| 8  | 26/01/1981 | Avon Championships of Chicago, Chicago        |            | 200 000 $ | Moquette (int.) | Martina Navrátilová  | Hana Mandlíková      | 6-4, 6-2           | Tableau |
| 9  | 02/02/1981 | Avon Futures of Central Pennsylvania, Hershey | Futures    | 30 000 $  | Dur (int.)      | Van der Torre        | Heidi Eisterlehner   | 6-0, 7-6           | Tableau |
| 10 | 02/02/1981 | Avon Championships of Detroit, Détroit        |            | 150 000 $ | Moquette (int.) | Leslie Allen         | Hana Mandlíková      | 6-4, 6-4           | Tableau |
| 11 | 09/02/1981 | Avon Futures of Columbus, Columbus (OH)       | Futures    | 30 000 $  | Dur (int.)      | Betsy Nagelsen       | Rene Blount          | 7-6, 6-4           | Tableau |
| 12 | 09/02/1981 | Avon Championships of California, Oakland     |            | 150 000 $ | Moquette (int.) | Andrea Jaeger        | Virginia Wade        | 6-3, 6-1           | Tableau |
| 13 | 16/02/1981 | Avon Futures of Nashville, Nashville          | Futures    | 30 000 $  | Moquette (int.) | Susan Leo            | Kim Sands            | 7-6, 6-3           | Tableau |
| 14 | 16/02/1981 | Avon Championships of Houston, Houston        |            | 100 000 $ | Moquette (int.) | Hana Mandlíková      | Bettina Bunge        | 6-4, 6-4           | Tableau |
| 15 | 23/02/1981 | Avon Futures of Greenville, Greenville        | Futures    | 30 000 $  | Dur (int.)      | Lena Sandin          | Roberta McCallum     | 7-5, 6-2           | Tableau |
| 16 | 23/02/1981 | Avon Championships of Seattle, Seattle        |            | 150 000 $ | Moquette (int.) | Sylvia Hanika        | Barbara Potter       | 6-2, 6-4           | Tableau |
| 17 | 02/03/1981 | Avon Futures of Las Vegas, Las Vegas          | Futures    | 30 000 $  | Dur (int.)      | Yvonne Vermaak       | Iva Budařová         | 6-2, 6-3           | Tableau |
| 18 | 02/03/1981 | Avon Championships of Los Angeles, Inglewood  |            | 150 000 $ | Moquette (int.) | Martina Navrátilová  | Andrea Jaeger        | 6-4, 6-0           | Tableau |
| 19 | 09/03/1981 | Avon Futures of Bakersfield, Bakersfield      | Futures    | 30 000 $  | Dur (ext.)      | Pam Casale           | Barbara Hallquist    | 6-4, 6-3           | Tableau |
| 20 | 09/03/1981 | Avon Championships of Dallas, Dallas          |            | 200 000 $ | Moquette (int.) | Martina Navrátilová  | Pam Shriver          | 6-2, 6-4           | Tableau |
| 21 | 16/03/1981 | Avon Championships of Boston, Boston          |            | 150 000 $ | Moquette (int.) | Chris Evert          | Mima Jaušovec        | 6-4, 6-4           | Tableau |
| 22 | 23/03/1981 | Avon Circuit Championships, New York          | Masters    | 300 000 $ | Moquette (int.) | Martina Navrátilová  | Andrea Jaeger        | 6-3, 7-6           | Tableau |
| 23 | 01/04/1981 | Avon Futures Championships, Boise             | Futures    | 50 000 $  | Moquette (int.) | Claudia Kohde-Kilsch | Ann Kiyomura         | 7-64, 3-6, 6-4     | Tableau |
| 24 | 04/04/1981 | Clairol Crown, Carlsbad                       | Exhibition | 200 000 $ | Dur (ext.)      | Chris Evert          | Hana Mandlíková      | 6-4, 6-3           | Tableau |
| 25 | 06/04/1981 | Family Circle Cup, Hilton Head                |            | 150 000 $ | Terre (ext.)    | Chris Evert          | Pam Shriver          | 6-3, 6-2           | Tableau |
| 26 | 20/04/1981 | Murjani WTA Championships, Amelia Island      |            | 250 000 $ | Terre (ext.)    | Chris Evert          | Martina Navrátilová  | 6-0, 6-0           | Tableau |
| 27 | 27/04/1981 | United Airlines Tournament, Orlando           |            | 200 000 $ | Terre (ext.)    | Martina Navrátilová  | Andrea Jaeger        | 7-5, 6-3           | Tableau |
| 28 | 04/05/1981 | Italian Open, Pérouse                         |            | 100 000 $ | Terre (ext.)    | Chris Evert          | Virginia Ruzici      | 6-1, 6-2           | Tableau |
| 29 | 11/05/1981 | Toyota Swiss Open, Lugano                     |            | 100 000 $ | Terre (ext.)    | Chris Evert          | Virginia Ruzici      | 6-1, 6-1           | Tableau |
| 30 | 18/05/1981 | German Open, Berlin                           |            | 100 000 $ | Terre (ext.)    | Regina Maršíková     | Ivanna Madruga-Osses | 6-2, 6-1           | Tableau |
| 31 | 25/05/1981 | Roland-Garros, Paris                          | G. Chelem  | 300 000 $ | Terre (ext.)    | Hana Mandlíková      | Sylvia Hanika        | 6-2, 6-4           | Tableau |
| 32 | 01/06/1981 | Kentish Times Tournament, Beckenham           |            | 14 500 $  | Gazon (ext.)    | Pam Shriver          | Elizabeth Little     | 6-2, 6-2           | Tableau |
| 33 | 09/06/1981 | Surrey Grass Courts Championships, Surbiton   |            | 50 000 $  | Gazon (ext.)    | Betsy Nagelsen       | Barbara Hallquist    | 6-0, 6-4           | Tableau |
| 34 | 15/06/1981 | BMW Championships, Eastbourne                 |            | 125 000 $ | Gazon (ext.)    | Tracy Austin         | Andrea Jaeger        | 6-3, 6-4           | Tableau |
| 35 | 22/06/1981 | The Championships, Wimbledon                  | G. Chelem  | 300 000 $ | Gazon (ext.)    | Chris Evert          | Hana Mandlíková      | 6-2, 6-2           | Tableau |
| 36 | 13/07/1981 | Austrian Open, Kitzbühel                      |            | 50 000 $  | Terre (ext.)    | Claudia Kohde-Kilsch | Sylvia Hanika        | 7-5, 7-6           | Tableau |
| 37 | 20/07/1981 | Monaco Women's Tennis, Monte-Carlo            |            | 150 000 $ | Terre (ext.)    | Sylvia Hanika        | Hana Mandlíková      | 2-6, 6-3, 5-6, ab. | Tableau |
| 38 | 27/07/1981 | Wells Fargo Open, San Diego                   |            | 125 000 $ | Dur (ext.)      | Tracy Austin         | Pam Shriver          | 6-2, 5-7, 6-2      | Tableau |
| 39 | 03/08/1981 | US Clay Court Championships, Indianapolis     |            | 150 000 $ | Terre (ext.)    | Andrea Jaeger        | Virginia Ruzici      | 6-1, 6-0           | Tableau |
| 40 | 10/08/1981 | Central Fidelity Bank International, Richmond |            | 100 000 $ | Moquette (int.) | Mary Lou Piatek      | Sue Barker           | 6-4, 6-1           | Tableau |
| 41 | 17/08/1981 | Player’s Canadian Open, Toronto               |            | 200 000 $ | Dur (ext.)      | Tracy Austin         | Chris Evert          | 6-1, 6-4           | Tableau |
| 42 | 24/08/1981 | Volvo Tennis Cup, Mahwah                      |            | 100 000 $ | Dur (ext.)      | Hana Mandlíková      | Pam Casale           | 6-2, 6-2           | Tableau |
| 43 | 31/08/1981 | US Open, Flushing Meadows                     | G. Chelem  | 400 000 $ | Dur (ext.)      | Tracy Austin         | Martina Navrátilová  | 1-6, 7-6, 7-6      | Tableau |
| 44 | 14/09/1981 | Toray Sillook Open, Tokyo                     |            | 100 000 $ | Moquette (int.) | Ann Kiyomura         | Bettina Bunge        | 6-4, 7-5           | Tableau |
| 45 | 21/09/1981 | Toyota Classic, Atlanta                       |            | 75 000 $  | Moquette (int.) | Tracy Austin         | Mary Lou Piatek      | 4-6, 6-3, 6-3      | Tableau |
| 46 | 28/09/1981 | Playtex US Indoors, Minneapolis               |            | 125 000 $ | Moquette (int.) | Martina Navrátilová  | Tracy Austin         | 6-0, 6-2           | Tableau |
| 47 | 05/10/1981 | Florida Federal Open, Tampa                   |            | 125 000 $ | Dur (ext.)      | Martina Navrátilová  | Bettina Bunge        | 5-7, 6-2, 6-0      | Tableau |
| 48 | 12/10/1981 | Borden Classic, Kyoto                         |            | 50 000 $  | Dur (ext.)      | Kathy Rinaldi        | Julie Harrington     | 6-1, 7-5           | Tableau |
| 49 | 12/10/1981 | Maybelline Classic, Deerfield Beach           |            | 125 000 $ | Dur (ext.)      | Chris Evert          | Andrea Jaeger        | 4-6, 6-3, 6-0      | Tableau |
| 50 | 19/10/1981 | Japan Open, Tokyo                             |            | 50 000 $  | Moquette (int.) | Marie Neumanova      | Pam Casale           | 2-6, 6-4, 6-1      | Tableau |
| 51 | 19/10/1981 | Daihatsu Challenge, Brighton                  |            | 125 000 $ | Moquette (int.) | Sue Barker           | Mima Jaušovec        | 4-6, 6-1, 6-1      | Tableau |
| 52 | 26/10/1981 | Porsche Tennis GP, Filderstadt                |            | 125 000 $ | Dur (int.)      | Tracy Austin         | Martina Navrátilová  | 4-6, 6-3, 6-4      | Tableau |
| 53 | 02/11/1981 | Seiko Classic, Hong Kong                      |            | 50 000 $  | Terre (ext.)    | Wendy Turnbull       | Sabina Simmonds      | 6-3, 6-4           | Tableau |
| 54 | 16/11/1981 | National Panasonic Open, Perth                |            | 125 000 $ | Gazon (ext.)    | Pam Shriver          | Andrea Jaeger        | 6-1, 7-6           | Tableau |
| 55 | 21/11/1981 | Lion's Ladies Cup, Tokyo                      | Exhibition | 200 000 $ | Moquette (int.) | Martina Navrátilová  | Chris Evert          | 6-3, 6-2           | Tableau |
| 56 | 23/11/1981 | Building Society NSW Open, Sydney             |            | 125 000 $ | Gazon (ext.)    | Chris Evert          | Martina Navrátilová  | 6-4, 2-6, 6-1      | Tableau |
| 57 | 23/11/1981 | South African Open, Johannesburg              |            | NC        | Dur (ext.)      | Kathleen Horvath     | Kathy Rinaldi        | 7-6, 6-4           | Tableau |
| 58 | 30/11/1981 | Toyota Australian Open, Melbourne             | G. Chelem  | 200 000 $ | Gazon (ext.)    | Martina Navrátilová  | Chris Evert          | 6-74, 6-4, 7-5     | Tableau |
| 59 | 14/12/1981 | Toyota Series Championships, East Rutherford  |            | 250 000 $ | Dur (int.)      | Tracy Austin         | Martina Navrátilová  | 2-6, 6-4, 6-2      | Tableau |

### Double
| No | Date       | Nom et lieu du tournoi                       | Catégorie | Dotation  | Surface         | Vainqueures                       | Finalistes                          | Score         |         |
| -- | ---------- | -------------------------------------------- | --------- | --------- | --------------- | --------------------------------- | ----------------------------------- | ------------- | ------- |
| 1  | 05/01/1981 | Avon Futures of Southwest Florida Fort Myers | Futures   | 30 000 $  | Dur (int.)      | Rene Blount Dianne Morrison       | Renée Richards Joyce Portman        | 6-1, 6-3      | Tableau |
| 2  | 07/01/1981 | Colgate Series Championships Washington      |           | 250 000 $ | Moquette (int.) | Rosie Casals Wendy Turnbull       | Paula Smith Candy Reynolds          | 6-3, 4-6, 7-6 | Tableau |
| 3  | 12/01/1981 | Avon Futures of Toronto Toronto              | Futures   | 30 000 $  | Dur (int.)      | Marjorie Blackwood Susan Leo      | Claudia Kohde-Kilsch Eva Pfaff      | 5-7, 7-6, 7-6 | Tableau |
| 4  | 12/01/1981 | Avon Championships of Kansas Kansas City     |           | 150 000 $ | Moquette (int.) | Barbara Potter Sharon Walsh       | Rosie Casals Wendy Turnbull         | 6-2, 7-6      | Tableau |
| 5  | 19/01/1981 | Avon Championships of Cincinnati Cincinnati  |           | 150 000 $ | Moquette (int.) | Kathy Jordan Anne Smith           | Martina Navrátilová Pam Shriver     | 1-6, 6-3, 6-3 | Tableau |
| 6  | 26/01/1981 | Avon Futures of Roanoke Roanoke              | Futures   | 30 000 $  | Moquette (int.) | Marcella Mesker C. Jolissaint     | Kateřina Skronská Marcela Skuherská | 6-1, 3-6, 6-1 | Tableau |
| 7  | 26/01/1981 | Avon Championships of Chicago Chicago        |           | 200 000 $ | Moquette (int.) | Martina Navrátilová Pam Shriver   | Barbara Potter Sharon Walsh         | 6-3, 6-1      | Tableau |
| 8  | 02/02/1981 | Avon Futures of Central Pennsylvania Hershey | Futures   | 30 000 $  | Dur (int.)      | Laura duPont Barbara Jordan       | Andrea Buchanan Kim Sands           | 7-5, 6-3      | Tableau |
| 9  | 02/02/1981 | Avon Championships of Detroit Détroit        |           | 150 000 $ | Moquette (int.) | Rosie Casals Wendy Turnbull       | Hana Mandlíková Betty Stöve         | 6-4, 6-2      | Tableau |
| 10 | 09/02/1981 | Avon Futures of Columbus Columbus (OH)       | Futures   | 30 000 $  | Dur (int.)      | Marcella Mesker C. Jolissaint     | Rene Blount Jane Stratton           | 6-3, 6-4      | Tableau |
| 11 | 09/02/1981 | Avon Championships of California Oakland     |           | 150 000 $ | Moquette (int.) | Rosie Casals Wendy Turnbull       | Martina Navrátilová Virginia Wade   | 6-1, 6-4      | Tableau |
| 12 | 16/02/1981 | Avon Futures of Nashville Nashville          | Futures   | 30 000 $  | Moquette (int.) | Marcella Mesker C. Jolissaint     | Marjorie Blackwood Susan Leo        | 6-3, 6-3      | Tableau |
| 13 | 16/02/1981 | Avon Championships of Houston Houston        |           | 100 000 $ | Moquette (int.) | Sue Barker Ann Kiyomura           | Regina Maršíková Mary Lou Piatek    | 5-7, 6-4, 6-3 | Tableau |
| 14 | 23/02/1981 | Avon Futures of Greenville Greenville        | Futures   | 30 000 $  | Dur (int.)      | Diane Desfor Jane Stratton        | Yvonne Vermaak Elizabeth Little     | 6-3, 6-2      | Tableau |
| 15 | 23/02/1981 | Avon Championships of Seattle Seattle        |           | 150 000 $ | Moquette (int.) | Rosie Casals Wendy Turnbull       | Sue Barker Ann Kiyomura             | 6-1, 6-4      | Tableau |
| 16 | 02/03/1981 | Avon Futures of Las Vegas Las Vegas          | Futures   | 30 000 $  | Dur (int.)      | Sherry Acker Paula Smith          | Laura duPont Barbara Jordan         | 2-6, 6-4, 6-3 | Tableau |
| 17 | 02/03/1981 | Avon Championships of Los Angeles Inglewood  |           | 150 000 $ | Moquette (int.) | Susan Leo Kim Sands               | Peanut Louie Marita Redondo         | 6-1, 4-6, 6-1 | Tableau |
| 18 | 09/03/1981 | Avon Futures of Bakersfield Bakersfield      | Futures   | 30 000 $  | Dur (ext.)      | Sherry Acker Paula Smith          | Diane Desfor Barbara Hallquist      | 6-2, 6-0      | Tableau |
| 19 | 09/03/1981 | Avon Championships of Dallas Dallas          |           | 200 000 $ | Moquette (int.) | Martina Navrátilová Pam Shriver   | Kathy Jordan Anne Smith             | 7-5, 6-4      | Tableau |
| 20 | 16/03/1981 | Avon Championships of Boston Boston          |           | 150 000 $ | Moquette (int.) | Barbara Potter Sharon Walsh       | Joanne Russell Virginia Ruzici      | 6-7, 6-4, 6-3 | Tableau |
| 21 | 23/03/1981 | Avon Circuit Championships New York          | Masters   | 300 000 $ | Moquette (int.) | Martina Navrátilová Pam Shriver   | Barbara Potter Sharon Walsh         | 6-0, 7-6      | Tableau |
| 22 | 01/04/1981 | Avon Futures Championships Boise             | Futures   | 50 000 $  | Moquette (int.) | Sherry Acker Paula Smith          | C. Jolissaint Marcella Mesker       | 7-5, 7-6      | Tableau |
| 23 | 06/04/1981 | Family Circle Cup Hilton Head                |           | 150 000 $ | Terre (ext.)    | Rosie Casals Wendy Turnbull       | Mima Jaušovec Pam Shriver           | 7-5, 7-5      | Tableau |
| 24 | 20/04/1981 | Murjani WTA Championships Amelia Island      |           | 250 000 $ | Terre (ext.)    | Kathy Jordan Paula Smith          | Joanne Russell Virginia Ruzici      | 6-3, 5-7, 7-6 | Tableau |
| 25 | 27/04/1981 | United Airlines Tournament Orlando           |           | 200 000 $ | Terre (ext.)    | Martina Navrátilová Pam Shriver   | Rosie Casals Wendy Turnbull         | 6-1, 7-6      | Tableau |
| 26 | 04/05/1981 | Italian Open Pérouse                         |           | 100 000 $ | Terre (ext.)    | Candy Reynolds Paula Smith        | Chris Evert Virginia Ruzici         | 7-5, 6-1      | Tableau |
| 27 | 04/05/1981 | Bridgestone Doubles Tokyo                    |           | 150 000 $ | Moquette (int.) | Sue Barker Ann Kiyomura           | Barbara Potter Sharon Walsh         | 7-5, 6-2      | Tableau |
| 28 | 11/05/1981 | Toyota Swiss Open Lugano                     |           | 100 000 $ | Terre (ext.)    | Rosalyn Fairbank Tanya Harford    | Candy Reynolds Paula Smith          | 2-6, 6-1, 6-4 | Tableau |
| 29 | 18/05/1981 | German Open Berlin                           |           | 100 000 $ | Terre (ext.)    | Rosalyn Fairbank Tanya Harford    | Sue Barker Renáta Tomanová          | 6-3, 6-4      | Tableau |
| 30 | 25/05/1981 | Roland-Garros Paris                          | G. Chelem | 300 000 $ | Terre (ext.)    | Rosalyn Fairbank Tanya Harford    | Candy Reynolds Paula Smith          | 6-1, 6-3      | Tableau |
| 31 | 01/06/1981 | Kentish Times Tournament Beckenham           |           | 14 500 $  | Gazon (ext.)    | Terry Holladay Pam Shriver        | Elizabeth Little Sue Saliba         | 7-5, 6-4      | Tableau |
| 32 | 09/06/1981 | Surrey Grass Courts Championships Surbiton   |           | 50 000 $  | Gazon (ext.)    | Sue Barker Ann Kiyomura           | Billie Jean King Ilana Kloss        | 6-1, 6-7, 6-1 | Tableau |
| 33 | 15/06/1981 | BMW Championships Eastbourne                 |           | 125 000 $ | Gazon (ext.)    | Martina Navrátilová Pam Shriver   | Kathy Jordan Anne Smith             | 6-7, 6-2, 6-1 | Tableau |
| 34 | 22/06/1981 | The Championships Wimbledon                  | G. Chelem | 300 000 $ | Gazon (ext.)    | Martina Navrátilová Pam Shriver   | Kathy Jordan Anne Smith             | 6-3, 7-6      | Tableau |
| 35 | 13/07/1981 | Austrian Open Kitzbühel                      |           | 50 000 $  | Terre (ext.)    | Claudia Kohde-Kilsch Eva Pfaff    | Elizabeth Little Yvonne Vermaak     | 6-4, 6-3      | Tableau |
| 36 | 27/07/1981 | Wells Fargo Open San Diego                   |           | 125 000 $ | Dur (ext.)      | Kathy Jordan Candy Reynolds       | Rosie Casals Pam Shriver            | 6-1, 2-6, 6-4 | Tableau |
| 37 | 03/08/1981 | US Clay Court Championships Indianapolis     |           | 150 000 $ | Terre (ext.)    | Joanne Russell Virginia Ruzici    | Sue Barker Paula Smith              | 6-2, 6-2      | Tableau |
| 38 | 10/08/1981 | Central Fidelity Bank International Richmond |           | 100 000 $ | Moquette (int.) | Sue Barker Ann Kiyomura           | Kathy Jordan Anne Smith             | 4-6, 6-7, 6-4 | Tableau |
| 39 | 17/08/1981 | Player’s Canadian Open Toronto               |           | 200 000 $ | Dur (ext.)      | Martina Navrátilová Pam Shriver   | Candy Reynolds Anne Smith           | 7-6, 7-6      | Tableau |
| 40 | 24/08/1981 | Volvo Tennis Cup Mahwah                      |           | 100 000 $ | Dur (ext.)      | Rosie Casals Wendy Turnbull       | Candy Reynolds Betty Stöve          | 6-2, 6-1      | Tableau |
| 41 | 31/08/1981 | US Open Flushing Meadows                     | G. Chelem | 400 000 $ | Dur (ext.)      | Kathy Jordan Anne Smith           | Rosie Casals Wendy Turnbull         | 6-3, 6-3      | Tableau |
| 42 | 21/09/1981 | Toyota Classic Atlanta                       |           | 75 000 $  | Moquette (int.) | Laura duPont Betsy Nagelsen       | Rosie Casals Candy Reynolds         | 6-4, 7-5      | Tableau |
| 43 | 28/09/1981 | Playtex US Indoors Minneapolis               |           | 125 000 $ | Moquette (int.) | Martina Navrátilová Pam Shriver   | Rosie Casals Wendy Turnbull         | 6-3, 7-6      | Tableau |
| 44 | 05/10/1981 | Florida Federal Open Tampa                   |           | 125 000 $ | Dur (ext.)      | Rosie Casals Wendy Turnbull       | Martina Navrátilová Renáta Tomanová | 6-3, 6-4      | Tableau |
| 45 | 12/10/1981 | Maybelline Classic Deerfield Beach           |           | 125 000 $ | Dur (ext.)      | Mary Lou Piatek Wendy White       | Pam Shriver Paula Smith             | 6-1, 3-6, 7-5 | Tableau |
| 46 | 12/10/1981 | Borden Classic Kyoto                         |           | 50 000 $  | Dur (ext.)      | Van der Torre Nanette Schutte     | Elizabeth Sayers Kim Steinmetz      | 6-2, 6-4      | Tableau |
| 47 | 19/10/1981 | Japan Open Tokyo                             |           | 50 000 $  | Moquette (int.) | Cláudia Monteiro Pat Medrado      | Barbara Jordan Roberta McCallum     | 6-3, 3-6, 6-2 | Tableau |
| 48 | 19/10/1981 | Daihatsu Challenge Brighton                  |           | 125 000 $ | Moquette (int.) | Barbara Potter Anne Smith         | Mima Jaušovec Pam Shriver           | 6-7, 6-3, 6-4 | Tableau |
| 49 | 26/10/1981 | Porsche Tennis GP Filderstadt                |           | 125 000 $ | Dur (int.)      | Mima Jaušovec Martina Navrátilová | Barbara Potter Anne Smith           | 6-4, 6-1      | Tableau |
| 50 | 02/11/1981 | Seiko Classic Hong Kong                      |           | 50 000 $  | Terre (ext.)    | Ann Kiyomura Sharon Walsh         | Anne Hobbs Susan Leo                | 6-3, 6-4      | Tableau |
| 51 | 16/11/1981 | National Panasonic Open Perth                |           | 125 000 $ | Gazon (ext.)    | Barbara Potter Sharon Walsh       | Betsy Nagelsen Candy Reynolds       | 6-4, 6-2      | Tableau |
| 52 | 23/11/1981 | South African Open Johannesburg              |           | NC        | Dur (ext.)      | Beverly Mould Rene Uys            | Ilana Kloss Yvonne Vermaak          | 6-4, 1-6, 6-3 | Tableau |
| 53 | 23/11/1981 | Building Society NSW Open Sydney             |           | 125 000 $ | Gazon (ext.)    | Martina Navrátilová Pam Shriver   | Kathy Jordan Anne Smith             | 6-7, 6-2, 6-4 | Tableau |
| 54 | 30/11/1981 | Toyota Australian Open Melbourne             | G. Chelem | 200 000 $ | Gazon (ext.)    | Kathy Jordan Anne Smith           | Martina Navrátilová Pam Shriver     | 6-2, 7-5      | Tableau |
| 55 | 14/12/1981 | Toyota Series Championships East Rutherford  |           | 250 000 $ | Dur (int.)      | Martina Navrátilová Pam Shriver   | Rosie Casals Wendy Turnbull         | 6-3, 6-4      | Tableau |

### Double mixte
| No | Date       | Nom et lieu du tournoi      | Catégorie | Dotation  | Surface      | Vainqueures               | Finalistes                  | Score         |         |
| -- | ---------- | --------------------------- | --------- | --------- | ------------ | ------------------------- | --------------------------- | ------------- | ------- |
| 1  | 25/05/1981 | Roland-Garros Paris         | G. Chelem | 300 000 $ | Terre (ext.) | Andrea Jaeger Jimmy Arias | Betty Stöve Fred McNair     | 7-6, 6-4      | Tableau |
| 2  | 22/06/1981 | The Championships Wimbledon | G. Chelem | 300 000 $ | Gazon (ext.) | Betty Stöve Frew McMillan | Tracy Austin John Austin    | 4-6, 7-6, 6-3 | Tableau |
| 3  | 31/08/1981 | US Open Flushing Meadows    | G. Chelem | 400 000 $ | Dur (ext.)   | Anne Smith Kevin Curren   | Joanne Russell Steve Denton | 6-3, 7-6      | Tableau |

## Classements de fin de saison
| Rang | Joueuse             |
| ---- | ------------------- |
| 1    | Chris Evert         |
| 2    | Tracy Austin        |
| 3    | Martina Navrátilová |
| 4    | Andrea Jaeger       |
| 5    | Hana Mandlíková     |
| 6    | Sylvia Hanika       |
| 7    | Pam Shriver         |
| 8    | Wendy Turnbull      |
| 9    | Bettina Bunge       |
| 10   | Barbara Potter      |

## Coupe de la Fédération
| Date     | Lieu                            | Surf.        | Vainqueur                                           | Finaliste                | Score |         |
| 09/11/81 | Tokyo, Tamagawa-en Racquet Club | Terre (ext.) | Rosie Casals Kathy Jordan Andrea Jaeger Chris Evert | Sue Barker Virginia Wade | 3-0   | Tableau |

## Wightman Cup
Épreuve conjointement organisée par l'United States Tennis Association et la Lawn Tennis Association.
| Date | Lieu       | Vainqueur  | Perdant     | Score |
|      | États-Unis | États-Unis | Royaume-Uni |       |

## Sources
- (en) WTA Tour : site officiel
- (en) [PDF] WTA Tour : palmarès complet 1971-2011